# Thèze (Alpes da Alta Provença)
Thèze é uma comuna francesa na região administrativa da Provença-Alpes-Costa Azul, no departamento dos Alpes da Alta Provença. Estende-se por uma área de 11,2 km².